# Museo del Patrimonio Municipal
El Museo del Patrimonio Municipal (MUPAM) es un museo de arte e historia diseñado por Federico Orellana Ortega e inaugurado en 2007 en la ciudad de Málaga, España. Se encuentra en la zona de La Coracha a los pies del monte Gibralfaro, entre el Paseo del Parque, el Paseo de Reding y el túnel de la Alcazaba. Tiene además dos salas destinadas a Exposiciones temporales: La Sala Temporal del MUPAM y Las Salas de la Coracha.

## Colección
La exposición permanente se expone en una superficie de 1.100 m², mientras que la temporal alberga 800 m². La base de fondos de la colección municipal reúne aproximadamente 5.000 piezas propiedad del Ayuntamiento de Málaga, desde la creación del primer ayuntamiento en 1487 hasta la actualidad, e incluye documentación de valor histórico. Para la exposición permanente del museo se han seleccionado 100 obras representativas. Su organización, estructurada en recorridos cronológicos, atiende a unidades temáticas que explican, a partir de las obras, la relación del Ayuntamiento con su ciudad.

## Salas
La exposición permanente se organiza en tres salas: 
- Sala I: dedicada a los siglos XV al XVIII, se organiza en las siguientes áreas: "Málaga ciudad castellana"; "Fiestas y celebraciones Barrocas"; "Los Desposorios místicos de Santa Margarita" (cuadro atribuido a Parmigianino) y "Alonso Cano y su obra".

- Sala II: dedicadas al siglo XIX, contiene las áreas de "El Museo Municipal del siglo XIX" y "Maestros del XIX", centrada en el antiguo Centro Artístico de Málaga del siglo XIX.

- Sala III: el siglo XX, con "Los primeros becados", "Los orígenes de la renovación plástica", "Tendencias Contemporáneas" y "Picasso".